# Бакстер, Родни
Родни Бакстер (англ. Rodney Baxter; 8 февраля 1940, Лондон — 20 июля 2025) — австралийский физик, специализирующийся в статистической механике. Хорошо известен своими работами по точно решаемым моделям, в частности вершинным моделям таким как 6-вершинная модель, 8-вершинная модель, хиральная модель Поттса и жесткая гексагональная модель.
Соавтор уравнения Янга — Бакстера.

## Награды
- Медаль Больцмана (1980)
- Премия Дэнни Хайнемана в области математической физики (1987)
- Премия Онсагера (2006)
- Королевская медаль (2013)
- Премия Пуанкаре (2021)